# George W. Stewart

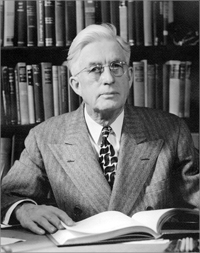
George Walter Stewart

George Walter Stewart (* 22. Februar 1876 in St. Louis, Missouri; † 16. August 1956 in Iowa City, Iowa) war ein US-amerikanischer Physiker an der State University of Iowa.

## Leben und Wirken
Stewart erwarb 1898 an der DePauw University in Greencastle, Indiana, einen Bachelor und 1901 bei Edward Leamington Nichols an der Cornell University in Ithaca, New York, mit der Arbeit The distribution of energy in the spectrum of the acetylene flame einen Ph.D. in Physik. Nach kurzer Tätigkeit als Instructor an der Cornell University erhielt Stewart 1903 eine erste Professur (Assistant Professor) an der University of North Dakota in Grand Forks, North Dakota, 1904 eine ordentliche Professur. 1909 wechselte er an die State University of Iowa, wo er Leiter der Abteilung für Physik wurde. Ab 1946 und bis zu seinem Tod war Stewart Professor emeritus.
Stewart beschäftigte sich mit Akustik und der Struktur von Flüssigkeiten. Er entwickelte akustische Filter und hochvisköse Motoröle. Zu seinen Schülern gehörten James Van Allen und Harry F. Olson. Nach seiner Emeritierung machte er sich vor allem um die Entwicklung der Ausbildung von Physik-Lehrern verdient. Seine Arbeiten werden auch mehr als 60 Jahre nach seinem Tod noch regelmäßig zitiert. Laut Datenbank Scopus, die wissenschaftliche Zitation vor allem nach den 1970er Jahren sammelt, hat Stewart einen h-Index von 11 (Stand März 2023).
George Stewart war seit 1904 mit Zella Mildred White (1878–1943) verheiratet. Das Paar hatte einen Sohn.

## Auszeichnungen (Auswahl)
- 1928 Ehrendoktorat der DePauw University
- 1931 Ehrendoktorat der University of Pittsburgh
- 1937 Mitglied der American Academy of Arts and Sciences[2]
- 1938 Mitglied der National Academy of Sciences[3]
- 1941 Präsident der American Physical Society[4]
- 1943 Oersted Medal[5] der American Association of Physics Teachers
- 1949 Ehrendoktorat des Kalamazoo College